# العلاقات الجزائرية الفنزويلية
العلاقات الجزائرية الفنزويلية هي العلاقات الثنائية التي تجمع بين الجزائر وفنزويلا.

## مقارنة بين البلدين
هذه مقارنة عامة ومرجعية للدولتين:
| وجه المقارنة                                              | الجزائر                      | فنزويلا                                  |
| --------------------------------------------------------- | ---------------------------- | ---------------------------------------- |
| المساحة (كم2)                                             | 2.38 مليون                   | 916.45 ألف                               |
| عدد السكان (نسمة)                                         | 38.81 مليون                  | 28.87 مليون                              |
| الكثافة السكانية (ن./كم²)                                 | 16.31                        | 31.5                                     |
| العاصمة                                                   | الجزائر                      | كاراكاس                                  |
| اللغة الرسمية                                             | اللغة العربية، لغات أمازيغية | اللغة الإسبانية، لغة الإشارة الفنزويلية ‏ |
| العملة                                                    | دينار جزائري                 | بوليفار فنزويلي                          |
| الناتج المحلي الإجمالي (بليون دولار)                      | 170.37 مليار                 | 482.36 مليار                             |
| الناتج المحلي الإجمالي (تعادل القوة الشرائية) بليون دولار | 582.63 مليار                 |                                          |
| الناتج المحلي الإجمالي الاسمي للفرد دولار أمريكي          | 4.21 ألف                     |                                          |
| الناتج المحلي الإجمالي للفرد دولار أمريكي                 | 14.19 ألف                    |                                          |
| مؤشر التنمية البشرية                                      | 0.745                        | 0.762                                    |
| رمز المكالمات الدولي                                      | +213                         | +58                                      |
| رمز الإنترنت                                              | .dz                          | .ve                                      |
| المنطقة الزمنية                                           | ت ع م+01:00                  | 00                                       |

## مدن متوأمة
في ما يلي قائمة باتفاقيات التوأمة بين مدن جزائرية وفنزويلية:
- ترتبط الجزائر مع كاراكاس باتفاقية توأمة منذ 1998.

## منظمات دولية مشتركة
يشترك البلدان في عضوية مجموعة من المنظمات الدولية، منها:
| علم المنظمة | اسم المنظمة                        | تاريخ انضمام الجزائر | تاريخ انضمام فنزويلا |
| ----------- | ---------------------------------- | -------------------- | -------------------- |
|             | يونسكو                             | 15 أكتوبر 1962       | 25 نوفمبر 1946       |
|             | وكالة ضمان الاستثمار متعدد الأطراف | 4 يونيو 1996         | 9 مايو 1994          |
|             | الأمم المتحدة                      | 8 أكتوبر 1962        | 15 نوفمبر 1945       |
|             | الاتحاد البريدي العالمي            | ?                    | ?                    |
|             | البنك الدولي للإنشاء والتعمير      | 26 سبتمبر 1963       | 30 ديسمبر 1946       |
|             | المنظمة الهيدروغرافية الدولية      | ?                    | ?                    |
|             | الاتحاد الدولي للاتصالات           | 3 مايو 1963          | 13 أغسطس 1920        |
|             | منظمة حظر الأسلحة الكيميائية       | ?                    | ?                    |
|             | مؤسسة التمويل الدولية              | 23 سبتمبر 1990       | 28 ديسمبر 1956       |
|             | منظمة التجارة العالمية             | ?                    | ?                    |
|             | منظمة الشرطة الجنائية الدولية      | ?                    | ?                    |

## وصلات خارجية
- موقع وزارة الخارجية الجزائرية
- موقع وزارة الخارجية الفنزويلية